# 가톨릭 우라카미 교회

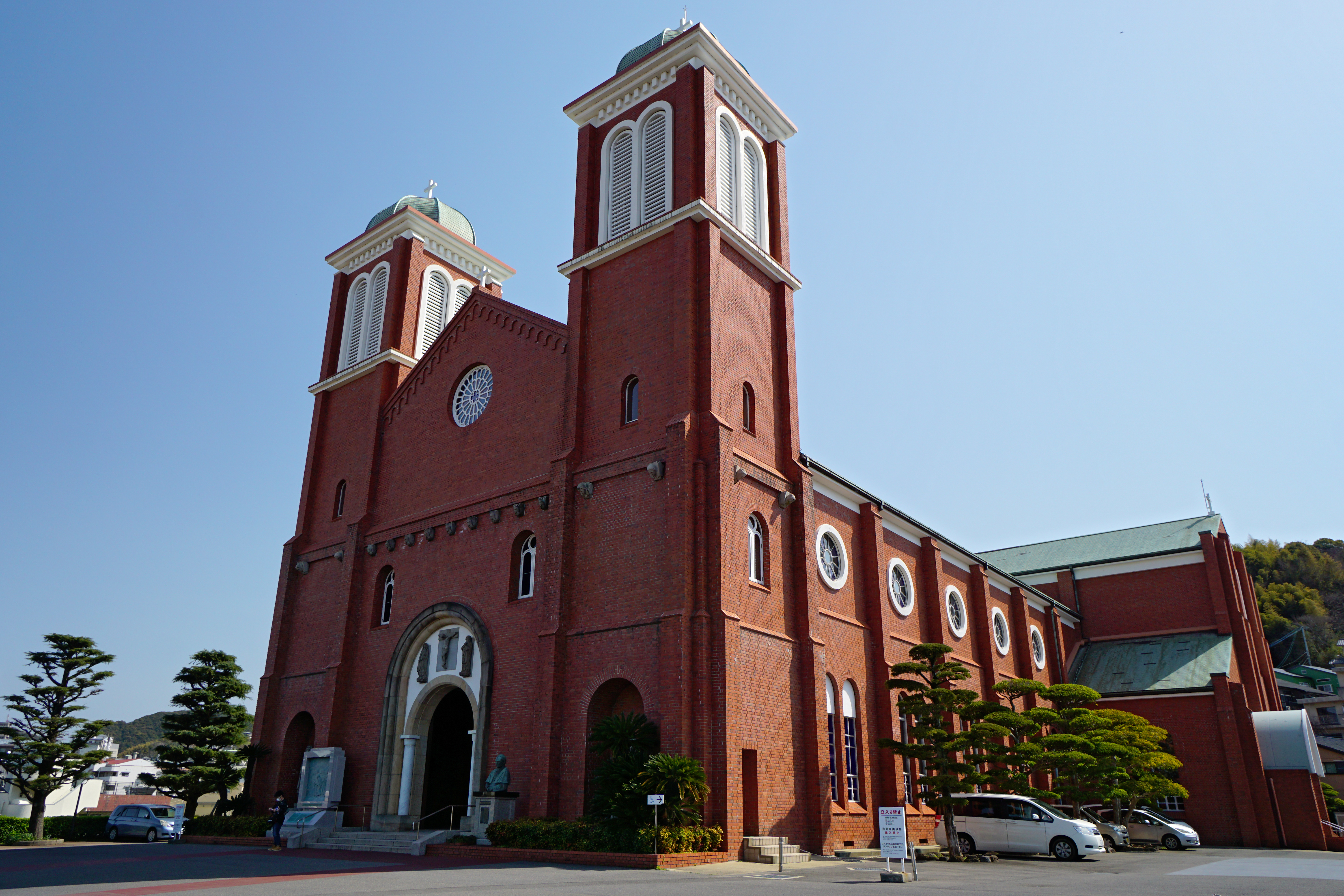
가톨릭 우라카미 교회

가톨릭 우라카미 교회(일본어: カトリック浦上教会 가토릿쿠 우라카미 쿄카이[*])는 일본 나가사키현 나가사키시에 있는 기독교(가톨릭) 성당이다. 성당은 이전 이름 우라카미 천주당(浦上天主堂)라는 이름으로도알려져 있다.
1945년 나가사키에 원자폭탄 투하로 인해 파괴되었으나, 1959년에 재건되었다. 1962년 이후 가톨릭 나가사키 대교구의 주교좌 성당이며, 소속 신도수는 약 7천명으로, 건물 및 신도 모두 일본 최대 규모의 가톨릭 교회이다.